# ليس (أمر يونكس)
لِيس (بالإنجليزية: less)‏ هو برنامج الاستدعاء الطرفي على أنظمة يونكس وويندوز وشبيه يونكس المستخدمة لعرض (ليس تغيير) محتويات ملف نصي شاشة واحدة في كل مرة. إنه مشابه لما هو مور (أمر) ، ولكنه يتمتع بقدرة موسعة على السماح بالتنقل الأمامي والخلفي عبر الملف. على عكس معظم المحررين / المشاهدين للنصوص في يونكس، لا يحتاج عدد أقل إلى قراءة الملف بأكمله قبل البدء، مما يؤدي إلى أوقات تحميل أسرع مع الملفات الكبيرة.

## التاريخ
كتب مارك نودلمان في البداية less خلال الفترة 1983-1985، في حاجة إلى إصدار مور (أمر) قدرة على القيام بالرجوع إلى الوراء للنص المعروض. جاء الاسم من نكتة القيام «بالعكس». في الأصل، تم تطوير less من أجل يونكس، ولكن تم نقله إلى عدد من أنظمة التشغيل الأخرى، بما في ذلك MS-DOS ومايكروسوفت ويندوز وأو اس / 2 وOS-9 ، وكذلك الأنظمة المشابهة لنظام يونكس مثل لينكس.

### الخيارات المستخدمة بشكل متكرر
- -g : يبرز فقط المطابقة الحالية لأي سلسلة يتم البحث عنها.
- -i : عمليات البحث غير الحساسة لحالة الأحرف.
- -m : يعرض موجه أكثر تفصيلا، بما في ذلك موقف الملف.
- -N : يعرض أرقام الأسطر (مفيدة لعرض التعليمات البرمجية المصدر).
- -S : تعطيل التفاف السطر («ختم خطوط طويلة»). يمكن رؤية الخطوط الطويلة عن طريق التمرير الجانبي.
- -X : ترك محتويات الملف على الشاشة عند خروج أقل.
- -? : يظهر المساعدة.
- +F : اتبع وضع لسجل.

### الأوامر المستخدمة بكثرة
| مفتاح        | أمر                                                                                 |
| ------------ | ----------------------------------------------------------------------------------- |
| Space bar    | الصفحة التالية                                                                      |
| d            | النصف القادم الصفحة                                                                 |
| b            | الصفحة السابقة                                                                      |
| u            | النصف السابق الصفحة                                                                 |
| v            | تحرير المحتوى                                                                       |
| j أو ↵ Enter | السطر التالي                                                                        |
| k            | الخط السابق                                                                         |
| Home         | أعلى الملف                                                                          |
| End          | نهاية الملف                                                                         |
| F            | اتبع الوضع (للسجلات). يقطع للإجهاض.                                                 |
| g أو <       | السطر الأول                                                                         |
| G أو >       | الخط الأخير                                                                         |
| <n> G        | الخط <n>                                                                            |
| / <text>     | البحث الأمامي عن <text> . يتم تفسير النص باعتباره regex .                           |
| ? <text>     | بحث للخلف مثل /                                                                     |
| n            | البحث التالي المباراة                                                               |
| N            | البحث السابق المباراة                                                               |
| Esc u        | قم بإيقاف تشغيل تمييز التمييز (راجع خيار سطر الأوامر -g)                            |
| - <c>        | تبديل الخيار <c> ، على سبيل المثال، - i تبديل الخيار لمطابقة الحالة في عمليات البحث |
| m <c>        | تعيين مارك <c>                                                                      |
| ' <c>        | انتقل إلى Mark <c>                                                                  |
| = أو Ctrl+G  | معلومات الملف                                                                       |
| : n          | الملف التالي                                                                        |
| : p          | الملف السابق                                                                        |
| h            | مساعدة. يتم تقديم هذا مع less ، q لإنهاء.                                           |
| q            | استقال                                                                              |

## أمثلة
```
less
 
-M
 
readme.txt
 
# Read "readme.txt"

less
 
+F
 
/var/log/mail.log
 
# Follow mode for log

file
 
*
 
|
 
less
 
# Easier file analysis

less
 
-I
 
-g
 
void
 
*.c
 
# Case insensitive search for "void" in all .c files

```

## روابط خارجية
- الموقع الرسمي
- دليل الصفحة